# The Way to Fight
The Way to Fight (en japonés: 喧嘩の花道 大阪最強伝説, Kenka no hanamichi: Ōsaka saikyō densetsu?) es una película japonesa de acción dirigida por Takashi Miike en 1996. La película está basada en la novela homónima de Seijun Ninomiya, un relato sobre las vidas de Hidekazu Akai y Akira Maeda.

## Argumento
La película comienza en el Tokyo Dome en los años 90, en vísperas de un combate muy esperado entre dos luchadores de Osaka con un pasado común: el campeón de boxeo Kazuyoshi Tamai (Kyosuke Yabe) y el campeón de lucha libre profesional Takeshi Hamada (Kazuki Kitamura). Luego, la narración retrocede 20 años para mostrarnos cómo se conocieron.
En Osaka, en la década de los 70, un adolescente llamado Kazuyoshi se gana la reputación de ser el luchador callejero más duro de la escuela secundaria Naniwa West. Vive una vida problemática con su abuela senil y pasa los días en la calle con su amigo Toshio y su compañera de escuela Ritsuko. Toshio, un chico tímido e inseguro que teme heredar la enfermedad mental de su padre, está secretamente enamorado de Ritsuko, quien a su vez ama a Kazuyoshi, pero este último sólo tiene ojos para luchar, que es su única forma de expresarse.
Takeshi conoce a Kurata, un joven maestro de karate que lo humilla en una pelea callejera y luego lo toma bajo su protección. Al entrenar con él, aprende a controlar su agresividad. 
Kazuyoshi está decidido a desafiar a Takeshi, pero debido a una serie de circunstancias imprevistas, su ambición de una batalla final se ve frustrada constantemente y a veces de una forma bastante cómica. Al cabo de 20 años Kazuyoshi y Takeshi se habrán convertido en luchadores profesionales que se verán las caras en un combate televisado del que estarán pendientes todos los habitantes de su antiguo barrio.

## Reparto
| Actor           | Papel             |
| --------------- | ----------------- |
| Kyôsuke Yabe    | Kazuyoshi Tamai   |
| Kazuki Kitamura | Takeshi Hamada    |
| Ryoko Imamura   | Ritsuko           |
| Rynosuke Sakai  | Karate Kurata     |
| Takashi Miike   | Víctima apuñalada |
| Caesar Takeshi  |                   |
| Tomohiko Okuda  | Tatsuo            |
| Jirô Watanabe   |                   |

## Producción, lanzamiento y secuelas
The Way to Fight fue lanzada directamente a vídeo (VHS) el 27 de septiembre de 1996, en Japón, publicado por KSS y vendido por Nippon Soft System,y en DVD, el 22 de octubre de 2004 por KSS.También fue lanzanzada en DVD en Estados Unidos por Tokyo Shock, el 16 de agosto de 2005, con una entrevista a Takashi Miike como contenido extra.
Tras la producción de la película The Way to Fight, le siguieron varias secuelas dirigidas por Hitoshi Ishikawa y basadas en la novela homónima de no ficción de Seijun Ninomiya. Se realizaron hasta 5 películas en total entre los años 1996 y 1998,lanzadas en VHS y DVD.
- The Way to Fight   (VHS: 27/09/1996) Dirigida por Takashi Miike
- The Way to Fight 2 (VHS: 25/04/1997) Dirigida por Hitoshi Ishikawa.
- The Way to Fight 3 (VHS: 02/08/1997) Dirigida por Hitoshi Ishikawa.
- The Way to Fight 4 (VHS: 27/03/1998) Dirigida por Hitoshi Ishikawa.
- The Way to Fight 5 (VHS: 01/08/1998) Dirigida por Hitoshi Ishikawa.

## Recepción
Reseña de Valerio Spisani para Asian Feast: «Los temas queridos por el director están siempre muy presentes, en este caso es obviamente el componente nostálgico, además del contraste entre la inocencia de la infancia y la violencia de la edad adulta. escenificar una muestra representativa de la vida en los barrios obreros de Osaka -la ciudad natal de Miike- en un período no especificado de los años 70, donde cobran vida personajes que no deben diferir demasiado de los que conocía el director en su juventud».
En una reseña de Asian Movie Pulse, Marina D. Richter, escribió: «Esta película llena de acción podría haber sido más corta, con el guion más abreviado y con la actuación de Kyosuke Yabe como Kazuyoshi, un poco menos exagerada. Pero en general, es una de las obras más logradas de Takashi Miike de la década de Hideo Yamamoto muestra por los muy poco atractivos paisajes industriales y el deprimente entorno laboral queda bellamente capturada en colores polvorientos».